# Raión de Slawharad
Slawharad (en bielorruso: Слаўгарадскі раён) es un raión o distrito de Bielorrusia, en la provincia (óblast) de Maguilov. 
Comprende una superficie de 1 320 km².

## Demografía
Según estimación 2010 contaba con una población total de 14 888 habitantes.